# 2002–2003-as szlovák labdarúgó-bajnokság (első osztály)
A 2002–2003-as szlovák nemzeti labdarúgó-bajnokság első osztálya tíz csapat részvételével rajtolt. A címvédő, az MŠK Žilina meg tudta védeni bajnoki címét. A gólkirály 20 góllal Marek Mintál az MŠK Žilina, valamint Martin Fabuš, a Laugaricio Trenčín, és az MŠK Žilina játékosai lettek.

## Végeredmény
| #   | Csapat                    | M  | GY | D  | V  | G+ – G– | GK  | P  | Megjegyzések                                   |
| --- | ------------------------- | -- | -- | -- | -- | ------- | --- | -- | ---------------------------------------------- |
| 1.  | MŠK ŽilinaCV              | 36 | 21 | 7  | 8  | 69–31   | +38 | 70 | 2003–2004-es Bajnokok ligája – 2. selejtezőkör |
| 2.  | Artmedia Petržalka        | 36 | 20 | 7  | 9  | 49–32   | +17 | 67 | 2003–2004-es UEFA-kupa – Selejtező             |
| 3.  | Slovan Bratislava         | 36 | 19 | 6  | 11 | 60–42   | +18 | 63 |                                                |
| 4.  | Spartak TrnavaÚ           | 36 | 15 | 11 | 10 | 55–47   | +8  | 56 |                                                |
| 5.  | Matador Púchov            | 36 | 14 | 8  | 14 | 46–47   | −1  | 50 | 2003–2004-es UEFA-kupa – Selejtező             |
| 6.  | Inter Slovnaft Bratislava | 36 | 12 | 7  | 17 | 48–58   | −10 | 43 |                                                |
| 7.  | ZŤS Dubnica nad Váhom     | 36 | 12 | 7  | 17 | 41–52   | −11 | 43 |                                                |
| 8.  | MSK SCP Ružomberok        | 36 | 12 | 6  | 18 | 45–60   | −15 | 42 |                                                |
| 9.  | Laugaricio Trenčín        | 36 | 11 | 5  | 20 | 48–69   | −21 | 38 |                                                |
| 10. | 1. FC Košice              | 36 | 6  | 12 | 18 | 41–64   | −23 | 30 |                                                |

Forrás: rsssf.com 
A rangsorolás alapszabályai: 1. összpontszám, 2. egymás elleni eredmények összpontszáma, 3. gólkülönbség, 4. szerzett gólok száma.
Az Artmedia Petržalka kupagyőztesként indulhatott az UEFA-kupa második selejtezőkörében.
(B): Bajnokcsapat, (K): Kieső csapat, (F): Feljutó csapat, (I): Kupainduló, (R): A rájátszás győztese, (KGY): Kupagyőztes

## Külső hivatkozások
- A bajnokság honlapja